# Erik Röhrs
Erik Johannes Röhrs (ur. 24 kwietnia 2001 w Kyritz) – niemiecki siatkarz, reprezentant Niemiec, grający na pozycji przyjmującego.
Jego o 7 lat młodszy brat Hannes, również jest siatkarzem.
W 2024 roku miał przeprowadzony zabieg, po tym jak zdiagnozowano u niego zespół ujścia klatki piersiowej (TOS). Utworzyła się tam ektazja. Wstępne stadium tętniaka, z którego małe zatory wystrzeliły do tętnic dłoni i palców.

## Sukcesy klubowe
Puchar CEV:
- 2024[11]

## Sukcesy reprezentacyjne
Mistrzostwa Europy Kadetów:
- 2018[12]

## Udział siatkarza w pozostałych międzynarodowych turniejach w reprezentacji Niemiec
| Turniej                     | Miejsce     | Rok  |
| --------------------------- | ----------- | ---- |
| Mistrzostwa Europy Juniorów | 5. miejsce  | 2018 |
| Mistrzostwa Europy Juniorów | 8. miejsce  | 2020 |
| Letnia Uniwersjada          | 6. miejsce  | 2021 |
| Liga Narodów                | 11. miejsce | 2023 |
| Mistrzostwa Europy          | 9. miejsce  | 2023 |